# Montrond (Altos Alpes)
 Montrond  es una comuna y población de Francia, en la región de Provenza-Alpes-Costa Azul, departamento de Altos Alpes, en el distrito de Gap y cantón de Serres. Está integrada en la Communauté de communes du Serrois.

## Demografía
| 54 | 49 | 52 | 47 | 53 | 39 |
| Para los censos de 1962 a 1999 la población legal corresponde a la población sin duplicidades (Fuente: INSEE [Consultar]) |    |    |    |    |    |